# Alicudi
Alicudi er den vestligste ø i øgruppen Æoliske øer, nord for Sicilien. Øen er med et areal på ca. 5 km2 den næstmindste ø i øgruppen, og er den af øerne, der har færrest indbyggere, idet den kun har ca. 100 indbyggere.
Øen er af vulkansk oprindelse, men vulkanen er ikke længere aktiv. Det højeste punkt på øen, den udslukte vulkan Monte Filo dell'Arpa, er 675 meter højt. Der findes ikke veje på øen, idet byen ligger stejlt op ad den gamle vulkankegle. Udenfor byen findes der stier, der gør det muligt at komme rundt på dele af øen og op på Monte Filo dell'Arpa. Der dyrkes kapers og oliven på øen, og om sommeren er der en smule turisme.
Alicudi blev sammen med de øvrige øer i øgruppen Æoliske øer i år 2000 optaget på UNESCOs verdensarvsliste på grund af øernes enestående geologi og natur.